# Rikoschett
En rikoschett är en projektil (exempelvis en kula från ett handeldvapen) som vid kontakt med ett objekt studsar och  ändrar riktning. Sannolikheten för en rikoschett beror på olika faktorer, exempelvis kulans form och hastighet, målets material och skottvinkeln.